# Bolzano Vicentino
Bolzano Vicentino là một đô thị tại tỉnh Vicenza ở vùng Veneto, Ý.
Đô thị này có diện tích km2, dân số là người (thời điểm)